# Michele Carrascosa
Baron Michele Carrascosa  (* 11. April 1774 in Palermo, Sizilien; † 10. Mai 1852 in Neapel) war ein neapolitanischer General.

## Leben
Er ergriff 1797 als neapolitanischer Offizier Partei für die Parthenopeische Republik, entging aber nach der Herstellung des Königtums der Ächtung. Er trat unter die Fahnen Joseph Napoleons und machte als Bataillonschef den Krieg in Spanien mit. Unter Murat zu höheren Militärgraden befördert, musste er 1814 als Divisionschef im österreichisch-neapolitanischen Heer gegen die Franzosen fechten. Im nächsten Jahr aber zog er mit seiner Division gegen die Österreicher und unterzeichnete nach der Niederlage bei Talentino und nach dem Treffen von San Germano die Militärkonvention von Casalanza (20. Mai 1815), der gemäß Neapel unter die Herrschaft der Bourbonen zurückkehrte.
Unter der Restauration zum Kriegsminister ernannt, erhielt er 1820 nach dem Ausbruch der Insurrektion als freisinniger General den Oberbefehl über die Truppen, konnte aber den Sieg der Aufständischen unter Pepe nicht hindern und übernahm in der neuen konstitutionellen Regierung das Kriegsministerium. Gegen die einrückenden Österreicher sollte er die Straße von Terracina nach Neapel versperren, wurde aber im März 1821 eingeschlossen und sein Korps zerstreut. Nach Unterdrückung der Revolution entkam er, in contumaciam zum Tod verurteilt, nach Barcelona und von da nach England. 1848 kehrte er nach Neapel zurück, erhielt seinen militärischen Rang wieder und wurde nach dem Staatsstreich vom 15. Mai 1848 am 24. Juni 1848 zum Peer ernannt.

## Werk
- Michele Carrascosa: Mémoires historiques, politiques et militaires sur la révolution du Royaume de Naples en 1820 et 1821 et sur les causes qui l’ont amenée. Treuttel, Würtz, Treutel fils et Richter, London 1823. (Digitalisat)

Deutsche Ausgabe:
- Michele Carrascosa: Historische, politische und militärische Denkwürdigkeiten über die Revolution des Königreichs Neapel in den Jahren 1820 und 1821 und über die Ursachen, welche solche herbeigeführt haben : mit größtentheils noch ungedruckten Belegen und einer Karte. Friedrich Franckh, Stuttgart 1824. (Volltext in der Google-Buchsuche)